# Fehérfülű szíbia
A fehérfülű szíbia (Heterophasia auricularis) a madarak osztályának verébalakúak (Passeriformes) rendjébe és a  Leiothrichidae családjába tartozó faj.
A magyar neve forrással nincs megerősítve.

## Rendszerezés
A fajt Robert Swinhoe angol biológus írta le 1864-ben, a Kittacincla nembe Kittacincla auricularis néven.

## Előfordulása
Délkelet-Ázsiában, Tajvan szigetén honos. Természetes élőhelyei a szubtrópusi vagy trópusi hegyi esőerdők és mérsékelt övi erdők. Állandó, nem vonuló faj.

## Megjelenése
Testhossza 22-24 centiméter, testtömege 48 gramm. A feje fekete, szembetűnő fehér csíkkal a szemen keresztül, a csík hosszú fehér fonalas tollakkal végződik. A szárnyak és a farok mély kékesfekete. A háta és a melle sötétszürke, a hasi része  gesztenyebarna. Hosszú farka van.

## Életmódja
Nektárral, bogyókkal, gyümölcsökkel és a virágokon található rovarokkal táplálkozik.
|  |

## Természetvédelmi helyzete
Az elterjedési területe kicsi, egyedszáma ugyan csökken, de még nem éri el a kritikus szintet. A Természetvédelmi Világszövetség Vörös listáján nem fenyegetett fajként szerepel.